# 朝日学生新闻社
朝日学生新闻社（日语：／ Asahi Gakusei Shimbunsha）是日本的新闻社，隶属于朝日新闻社。该社以出版发行《朝日小学生新闻》、《朝日中高生新闻》等面向儿童的新闻类报纸及其他相关书籍为主；同时也负责主办朝日学生新闻社儿童文学奖，这是针对以小学高年级学生为读者的儿童小说作品的评奖活动。

## 公司沿革
- 1967年3月，公司成立。

- 1967年4月，《朝日小学生新闻》创刊。

- 1969年9月，泉昭二（日语：泉昭二）四格漫画作品《石头剪子布（日语：ジャンケンポン）》开始在《朝日小学生新闻》上连载。

- 1975年4月，《朝日中学生周刊》创刊。

- 1986年4月，尼子骚兵卫漫画作品《落第忍者乱太郎》开始在《朝日小学生新闻》上连载。

- 1996年8月，官方网站开设。

- 2011年4月，“数字儿童朝日”（现Junior朝日海外电子版（日语：Junior朝日海外电子版））设立。

- 2014年10月，《朝日中学生周刊》改名为《朝日中高生新闻》。

## 相关词条
- 朝日学生新闻社儿童文学奖（日语：朝日学生新聞社児童文学賞）

- 朝日新闻社

- 朝日新闻出版